# Abbaye Saint-Nicolas d'Hermières
Pour les articles homonymes, voir Abbaye Saint-Nicolas et Saint-Nicolas.
L'abbaye Saint-Nicolas d'Hermières (latin Hermeriae, ou Hermeria) est une abbaye disparue qui était située sur le territoire de l'actuelle commune de Favières, en Seine-et-Marne.

## Histoire
La fondation de l'abbaye fut attribuée à Maurice de Sully, évêque de Paris d'abord
par Rigord, chroniqueur du règne de Philippe-Auguste, puis un siècle après lui par Guillaume de Nangis. En réalité, l'abbaye d'Hermières fut fondée en 1160 par un dénommé Regnaud (Reginaldus), mentionné à la date du 1er novembre de cette année dans le nécrologue de Saint-Just de Beauvais. Il était probablement associé dans cette entreprise avec la famille de Thibaut IV, comte de Blois et de Champagne, mort quelques années auparavant le 10 janvier 1152, et notamment sa femme Mathilde de Carinthie, morte l'année de la fondation de l'abbaye le 13 décembre 1160, ainsi que sa fille, Adèle de Champagne, qui épousa le roi Louis VII le 13 novembre de cette même année. La confusion opérée par Rigord et Guillaume de Nangis est probablement due au fait que Maurice de Sully accéda à la charge d'évêque de Paris (diocèse dont dépendait l'abbaye) le 12 octobre 1160, année de fondation de cet établissement, et fut de celui-ci un des principaux donateurs.
L'abbaye d'Hermières était située près d'un bois dit des Trente-Arpents, au nord de Tournan, entre Crécy-sur-Morin (ou Crécy-en-Brie) et Lagny-sur-Marne, alors dans la juridiction du diocèse de Paris. Cet emplacement dépend aujourd'hui de la commune de Favières.
Fille de l'abbaye de Val-Secret, l'abbaye d'Hermières appartenait comme sa mère à l'ordre des Prémontrés. L'église abbatiale fut placée sous la double protection de la Vierge Marie et de saint Nicolas. 
Les principaux donateurs de l'abbaye d'Hermières furent, on l'a vu, Adèle de Champagne et Maurice de Sully. Adèle donna notamment en 1202 aux moines de cette communauté le monastère dans lequel ils vivaient, les cimetières adjacents ainsi que 90 arpents de bois autour de l'abbaye, avec droit de haute et basse Justice sur tout cet ensemble. Ces bois atteignaient jusqu'au bois de Bucy. D'autres donateurs importants furent Gui, Anseau II et Robert, seigneurs de Tournan, qui appartenaient à une branche de la famille de Garlande. Plusieurs des membres de cette puissante famille seigneuriale furent d'ailleurs inhumés dans l'abbatiale.
L'abbaye fut déclarée bien national lors de la Révolution, et les moines durent la quitter en 1790. Les bâtiments furent vendus en 1794 à un certain Derosne. Son fils céda le domaine en 1852 à un dénommé Moïana, puis les héritiers de ce dernier le vendirent à leur tour au baron Alphonse de Rothschild en 1872. Pendant toute cette période, les constructions furent peu à peu démantelées, probablement pour en vendre les pierres. Le logis abbatial notamment fut totalement démoli en 1846. À sa place, fut construite une imposante maison bourgeoise appelée château d'Hermières, elle-même très abîmée pendant la Seconde Guerre mondiale, et finalement détruite en 1951.

## Description
Il ne subsiste rien de visible aujourd'hui de l'abbaye Saint-Nicolas d'Hermières. 
L'abbé Jean Lebeuf, qui la visita au milieu du XVIIIe siècle, décrit ainsi très succinctement son église abbatiale médiévale : « L'édifice est petit et bas, dans le goût du XIIIe siècle et en forme de croix. Il est de plus orné de galeries vitrées, et les voutes en sont supportées par des petites colonnades réunies. La nef a été raccourcie ».
Il décrit aussi, tout aussi succinctement, le reste de l'abbaye : « Le cloître de cette maison a été rebâti de briques. Les jardins en sont spacieux ».

## Bibliothèque
Les ravages de la guerre, notamment de la Guerre de Cent Ans, sont cause du petit nombre de productions littéraires de l'abbaye d'Hermières qui nous sont parvenues. On sait qu'au commencement du XIIIe siècle, un certain Joannes de Grevia (Jean de Grève), frère ou neveu de Philippe de Grève, chancelier de l'Église et de l'Université de Paris, était moine à Hermières. Il est resté quelques ouvrages de ce Jean de Grève.

## Personnages inhumés dans l'abbatiale
La Gallia Christiana recense un certain nombre d'abbés de Saint-Nicolas d'Hermières enterrés dans l'église abbatiale. Par ailleurs, l'abbé Jean Lebeuf a relevé lors de sa visite de l'abbatiale les noms de personnages laïcs inscrits sur les dalles funéraires. 

### Membres de la famille de Garlande, seigneurs de Tournan
L'abbaye d'Hermières semble avoir été, au moins pour un temps, la nécropole de la branche de la famille de Garlande qui tenait la seigneurie de Tournan.
- Havoise de Montmorency

Elle était la fille de Bouchard VI, baron de Montmorency et la femme d'Anseau IV de Garlande, seigneur de Tournan, dont elle n'eut pas d'enfants.
Sa tombe était située dans la chapelle de la croisée, du côté septentrional. Sur celle-ci, une femme joignant les mains et ayant son habit retroussé était représentée. Une inscription latine, en lettres gothiques capitales, accompagnait cette représentation et nous apprend qu'elle mourut en 1286, le jour de la fête de saint Martin :
Tumuluta quiescit Haoisis
Nobilis et clari generis meruit sociari
Nobilitate pari caelo queat illa beari
Quae obiit anno Domini M. CC. octogesimo
Sexto, die Festo S. Martini Yemalis.
Orate pro ea.
- Anseau III de Garlande (ou Anseau IV de Garlande[10] ?)

Dans la nef, se trouvait le tombeau d'un chevalier armé, dont le blason était effacé par le temps. L'abbé Jean Lebeuf supposait qu'il s'agissait de celui d'Anseau III de Garlande, père d'Anseau IV et donc beau-père d'Havoise de Montmorency. Cependant, il est probable qu'il s'agissait plutôt de celui d'Anseau IV. Un reste d'inscription en lettres gothiques était lisible, et nous apprend qu'il mourut en 1287, le jeudi suivant Pâques, et qu'il était seigneur de Tournan et de Possesse :
Nobilis Anselmus quem continet iste locellus
Terram Possesse possedit Turnomiique
Jusius utrobique ... [illisible]
Qui obiit anno Domini M. CC octogesimo septimo die Jovis post Pasqua. Orate pro eo.
- Autres membres de la famille de Garlande

L'abbé Jean Lebeuf mentionne deux autres tombes situées dans la nef abritant des membres de la famille de Garlande. Des personnages vêtus d'habits longs avec l'épée pendant sur la gauche étaient représentés sur ces tombes. Les écussons n'étaient pas gravés. Sous les pieds du premier de ces personnages était représenté un lion, sous les pieds du second une couronne de roses. L'abbé Lebeuf attribue la tombe à la couronne de roses à Anseau IV, seigneur de Tournan, et celle au lion à son frère puîné, mort avant lui, Jean de Garlande, seigneur de Possesse.

### Autres personnages laïcs
- Jean Gaucher du Châtel

Jean Gaucher du Châtel, sire d'Armainvilliers, avait choisi d'être inhumé dans l'abbatiale d'Hermières dans son testament du 15 octobre 1380. L'abbé Lebeuf précise cependant que sa tombe avait disparu.
- Jacques Goutière

Jurisconsulte au Parlement de Paris, historien et auteur de nombreux ouvrages sur le droit romain et sur son histoire, Jacques Goutière (ou Jacques Gouthier) était inhumé dans l'abbatiale d'Hermières.
L'abbé Lebeuf indique qu'un marbre noir gravé était attaché à un des piliers nord de l'abbatiale. On pouvait y lire:
Jacobus Gutherius in Senatu Parisiensi Advocatus, Patricius Romanus, hic beatam spem et adventum magni Dei Salvatoris nostri Jesu Christi expectat in misericordia.
Sur sa tombe située à côté de ce marbre, il était précisé qu'il était décédé en 1638, à l'âge de 77 ans.
- Catherine L'Argentier

Catherine L'Argentier était l'épouse de Jacques Goutière. L'abbé Lebeuf indique qu'elle survécut dix ans à son mari, et qu'elle était inhumée à ses côtés. Son épitaphe mentionnait son nom en latin Catharina Argentaria, précisait qu'elle avait eu cinq enfants qui se firent religieux, et qu'elle mourut âgée de 80 ans. Cette épitaphe indiquait encore Vicinum Brittachium Societati Jesu legavit, précisait qu'il y avait eu un échange de biens et finissait par ces termes : Hanc vicissim funebrem ei domum pro domo reposuere Patres Societatis Jesu anno XLIX, Obiit anno XLVIII, Septembris XVII. L'abbé Lebeuf supposait que l'inscription latine Brittachium pouvait peut-être correspondre à une maison dite La Bretêche, mentionnée comme voisine de l'abbaye d'Hermières dans la légende de maître Jean Poisle publiée en 1576. Les époux Goutière auraient donc habité ce lieu.

### Abbés d'Hermières
Les abbés inhumés dans l'abbatiale, recensés par la Gallia Christiana, sont les suivants :
- Robert Ier

La Gallia Christiana précise qu'il reposait dans la nef, et que son épitaphe était :
Abbas Robertus omni bonitate repletus.
Vitam reddat ei gratia Summa Dei.
Vivat in pace.
- Robert II

La Gallia Christiana indique qu'il reposait dans la nef, près de l'entrée de l'église, et que son épitaphe était :
Abbas Robertus omni virtute refertus,
Quem tegit haec tumba, fuit in serpente columba
- Thomas II de Montmorency

La Gallia Christiana indique qu'il reposait dans la nef, près du seuil de l'église, et que son épitaphe était :
Thomas praelatus, vir pius et moderatus,
Nobis sublatus jacet hoc tumulo tumulatus.
Vitam reddat ei gratia summa Dei.
26. annis vixit abbas anno Domini 1247.
- Guillaume Ier

La Gallia Christiana indique qu'il reposait au milieu de la nef, sur la droite, et que son épitaphe était :
Abbas Guillelmus gladio feritatis inermus
In grege commisso, tumuli jacet hujus abysso.
Liber ab inferno vivat cum rege superno.
Anno 1263. vixit abbas duobus annis et tribus mensibus.
- Jean Ier de Rosoy

La Gallia Christiana indique qu'il était inhumé au milieu de la nef et que son épitaphe, écrite en français, était :
Cy gist feu Jehan de Rosoy abbé d'Hermieres, qui fut mort en mois de Decembre MCCLXXIX. Priez por ly.
- Milon

La Gallia Christiana indique qu'il était inhumé du côté droit de la nef et que son épitaphe était :
Hic jacet dominus Milo quondam abbas hujus ecclesiae, qui obiit anno Domini MCCLXXXXIX. die Dominica ante Nativitatem Domini. Anima eus et animae omnium fidelium defunctorum requiescant in pace.
- Guillaume II

La Gallia Christiana indique qu'il était inhumé dans la nef et que son épitaphe était :
Hic jacet Guillelmus quondam abbas hujus ecclesiae, qui obiit anno MCCXCVII. die Martis ante festum B. Andreae apostoli.
- Jean III Coldoé

La Gallia Christiana indique qu'il était inhumé du côté gauche de la nef et que son épitaphe était :
Cy gist Jean Coldoé abbé d'Hermieres, qui fut né de Montevrin, mil ... [illisible] Priez pour s'ame.

## Liste des abbés
Source : La liste des abbés de Saint-Nicolas d'Hermières est établie principalement, sauf mention contraire en note, selon Honoré Fisquet, La France pontificale, etc., op. cit. infra. Elle contient les noms des 40 abbés recensés entre la fondation de l'abbaye et la Révolution. Les noms de certains abbés, notamment du Moyen Âge, ne nous sont cependant pas parvenus, et cette liste est donc lacunaire.
Les abbés dont le numéro du rang est en rouge étaient également cardinaux.
| Abbés réguliers :      |  |                                       |                                                         | |
| 1                      |  | ment. 1160, 1183                      | Robert Ier                                              | Élevé à l'abbaye du Val-Secret sous l'abbatiat d'Oddon, ou Eudes, il dirigeait l'abbaye d'Hermières à sa création vers 1160. Il est mentionné en 1178 dans une charte d'Henri, comte de Troyes et de Champagne, par laquelle furent concédées des redevances à l'abbaye du Val-Chrétien et aux sœurs de l'Ordre de la Sainte-Croix à Dormans. En 1183, il obtient du pape Lucius III une bulle qui confirmait les biens de son couvent. Il est mort un 9 juin, selon le nécrologe de Chambre-Fontaine. |
| 2                      |  | ment. 1192                            | Garnier                                                 | Il signa une charte d'Anseau II de Garlande, seigneur de Tournan, en septembre 1192. |
| 3                      |  | ment. 1204, 1210                      | Thomas Ier                                              | Il vendit quelques domaines en 1204 à l'abbaye de Saint-Denis. Vers cette époque, il fut l'un des abbés qui authentiquèrent le diplôme royal relatif aux religieuses d'Argenteuil. En 1210, il consentit perpétuellement à ses chanoines la gestion de l'hôpital de la Trinité de Paris, qui avait été fondé quelques années auparavant par Guillaume Estuacol (ou Wilhem Effacuol) et Jean Polée (ou Jean de la Paslée), et où étaient accueillis les religieux prémontrés de la Picardie. Cette gestion des moines d'Hermières cessa en 1562, date à laquelle l'hôpital fut transformé en orphelinat dit des enfants bleus ou enfants trouvés. |
| 4                      |  | 1214 - † 1221                         | Robert II                                               | Mentionné dans une charte de 1214 concernant l'abbaye de Barbeau et en mars 1218 dans le cartulaire de l'abbaye Saint-Martin de Pontoise. Il dirigea l'abbaye sept ans et mourut en 1221. |
| 5                      |  | 1221 - † 23 mai 1247                  | Thomas II de Montmorency (ou Thibaud ?)                 | Il appartenait à l'illustre famille de Montmorency. Il aurait été le fils de Bouchard VI, baron de Montmorency et d'Isabelle de Laval, et en conséquence le frère d'Havoise de Montmorency, dame de Tournan, inhumée dans l'abbatiale (selon le nécrologe d'Hermières). Cependant, cette filiation est douteuse. Thomas II donna, en juin 1223, quittance de quinze setiers annuels de blé aux religieuses de Nomval. En juillet 1229, il reconnut devoir 8 sous et 8 deniers de rente à l'abbé et aux religieux de Saint-Denis pour une maison, un jardin et des champs qu'il avait reçus d'eux, situés à Champigny ou dans les environs de cette localité. En juillet 1231, il trouva un accord avec l'abbé et le chapitre de Lagny au sujet des biens possédés par cette abbaye sur le territoire d'Hermières. En mai 1237, Anseau II, seigneur de Tournan, déclara que l'abbaye d'Hermières ne dépendait pas de sa seigneurie et qu'elle avait en conséquence tout droit de Justice. Le 29 novembre 1244, il fut choisi avec Eudes III, abbé de Saint-Denis, comme arbitre d'un différend qui opposait le roi saint Louis avec l'évêque de Chartres Henri de Grez au sujet de trois prébendes devenues vacantes après la mort d'Aubry Cornut, son prédécesseur sur le siège épiscopal de Chartres. |
|                        |  | ...                                   | Abbés dont les noms ne nous sont pas parvenus.          | |
| 6                      |  | vers 1261 - †1263                     | Guillaume Ier                                           | Il dirigea l'abbaye pendant deux ans et trois mois jusqu'à sa mort. Si on se réfère à son épitaphe, il semble avoir été assassiné. |
| 7                      |  | ment. 1265, 1266                      | Jean Ier de Rosoy                                       | Il vendit en décembre 1265 aux moines de Saint-Denis 8 arpents de terre labourable situés à la Villette. Il est mentionné en mai 1266 dans le cartulaire de l'abbaye de Cerfroid. Il résigna sa charge d'abbé à une date indéterminée et, aux termes de son épitaphe, mourut en décembre 1279. |
| 8                      |  | ment. 1278 - † 19 décembre 1294       | Milon                                                   | Il fit un échange de biens en avril 1278 avec l'abbé et le chapitre de Saint-Denis, et en décembre de cette même année, il traita avec l'abbé des Fossés au sujet de quelques acquisitions faites dans le fief de Favières. Toujours en 1278, il est mentionné dans le cartulaire de Saint-Denis, et en 1279 dans des chartes des abbayes de Cerfroid et de Notre-Dame de Chaage (Cagia). Lé nécrologe de l'abbaye d'Hermières commémore sa mémoire le 19 décembre. |
| 9                      |  | † 26 novembre 1297                    | Guillaume II                                            | |
| 10                     |  | ment. 1306                            | Simon                                                   | Cet abbé n'est connu que par une mention le concernant datée d'un 1er mars 1306 dans le nécrologe de l'abbaye. |
| 11                     |  | ment. 1336, 1348                      | Laurent                                                 | Il signa des transactions au sujet de plusieurs redevances près de Lagny et près de Dammartin avec Simon, abbé de Lagny, le 28 juin 1336 et encore en 1337. Il est cité un 1er mai dans le nécrologe de l'abbaye, qui le dit vivant en 1347 et 1348. |
| 12                     |  | ment. 1368                            | Jean II David                                           | Jean David était, en 1368, à la fois abbé d'Hermières et abbé de Joyenval. Il est mentionné un 22 juillet dans le nécrologe de Chambre-Fontaine. |
| 13                     |  | 1380 - † 4 janvier 1396               | Jean III Coldoé                                         | Il naquit à Montévrain. Il fut l'exécuteur testamentaire de Gaucher du Chastel, seigneur d'Armainvilliers. Il devint abbé d'Hermières en 1380. Alors que les abbés d'Hermières étaient tenus de comparaître aux synodes diocésains, Jean III Coldoé écrivit une lettre d'excuse pour ne pas s'être présenté au synode d'après Pâques 1388. |
| 14                     |  | † 17 janvier 1400                     | Jean IV Berelle                                         | |
| 15                     |  | † 6 février 1406                      | Jean V                                                  | |
| 16                     |  | ment. 1438                            | Adam                                                    | Il assista comme vicaire général, en 1438, à l'élection de Jean Touppet, ou Toppet, abbé de Joyenval. Il semble qu'il se démit de ses fonctions d'abbé d'Hermières cette même année 1438, et mourut le 21 mai 1440, selon le nécrologe de Chambre-Fontaine. |
| 17                     |  | ment. 1438, 1447                      | Jean VI La Vache                                        | Il paraît avoir succédé à l'abbé Adam le 18 mars 1438, à la suite de sa démission. La Guerre de Cent Ans faisant rage, les moines avaient quitté l'abbaye et avaient trouvé refuge dans l'Hôpital de la Trinité qui dépendait d'eux. Jean La Vache y fut élu abbé et y était encore en 1447. |
| 18                     |  | † 7 février 1463                      | Matthieu Roussel                                        | |
| 19                     |  | † 1501                                | Jean VII Richard                                        | |
| 20                     |  | † 1504                                | André Richard                                           | |
| 21                     |  | 30 novembre 1504 - † 1521             | Jean VIII du Saussay                                    | Mentionné en 1509 dans une charte de l'abbaye de Barbeau. La discipline ecclésiastique se relâcha beaucoup sous son abbatiat. |
| 22                     |  | 11 décembre 1521 - † 11 décembre 1533 | Jean IX du Saussay                                      | Neveu du précédent. Il fut béni le dimanche 22 décembre 1521 suivant le jour de son élection comme abbé le 11 décembre par François Poncher, évêque de Paris, assisté de Guy, abbé de Montebourg et de Charles Boucher, abbé de Saint-Magloire dans l'église du Couvent de la Trinité à Paris, toujours occupé par les moines venus d'Hermières. Jean IX du Saussay fut le dernier abbé régulier. |
| Abbés commendataires : |  |                                       |                                                         | |
| 23                     |  | ment. 1535, 1538                      | Jean X de Ruthie (ou Bernard de Ruthies ?)              | Premier abbé commendataire. |
| 24                     |  | ?                                     | Robert III Tiercelin                                    | Conseiller au Parlement de Paris. |
| 25                     |  | ment. 1558                            | Guillaume III de La Chesnaye                            | |
| 26                     |  | ment. 1568                            | Jean XI Boucher                                         | En 1572, le Parlement de Paris rendit un arrêt ordonnant que l'abbaye soit réformée. Un conseiller dudit Parlement fut député dans ce but le 9 août de cette année. |
| 27                     |  | ment. 1577                            | Pierre Turbot                                           | |
| 28                     |  | ment. 1588                            | ... Garot                                               | |
| 29                     |  | † 24 décembre 1588                    | Louis de Lorraine, cardinal de Guise                    | Cardinal de l'Église romaine, il fut duc-archevêque de Reims et abbé commendataire de plusieurs abbayes, notamment celle de Saint-Denis. |
| 30                     |  | † 1597                                | ... de La Grange-Le-Roy                                 | |
| 31                     |  | 31 mars 1597 - ? vers mai 1597        | François Favier                                         | Nommé par le roi le 31 mars 1597. |
| 32                     |  | 2 juin 1597 - 1641                    | Claude Regnault                                         | Il reçut ses bulles le 2 juin 1597 et dirigea l'abbaye jusqu'en 1641. |
| 33                     |  | ?-vers 1652                           | Jean-Baptise-Amador de Vignerot du Plessis de Richelieu | Petit-neveu du cardinal de Richelieu, fils de François de Vignerot de Pont-Courlay. Fut abbé commendataire de plusieurs abbayes, notamment de Saint-Martin des Champs, Saint-Ouen de Rouen, Marmoutier-lès-Tours, etc. Il quitta la carrière ecclésiastique en 1652 et mourut le 11 avril 1662. |
| 34                     |  | ?                                     | Jacques-Charles Amelot                                  | Il appartenait à la famille Amelot, de noblesse de robe. Fils de Jacques Amelot, premier président de la Cour des aides de Paris. Il fut dès 1650 abbé commendataire de Notre-Dame des Alleus (archidiocèse de Poitiers), prieur commendataire de Notre-Dame de la Daurade (archidiocèse de Toulouse) et conseiller au Parlement de Paris. Il renonça à la carrière ecclésiastique. |
| 35                     |  | ?-avant 1681                          | Charles Amelot                                          | Frère puîné du précédent. Résigné comme abbé commendataire d'Hermières avant 1681. Devenu président de la troisième chambre des requêtes au Parlement de Paris en 1687, il se maria en 1692. Il mourut sans enfants dans son château de Salvert, en Auvergne, le 5 novembre 1726. |
| 36                     |  | février 1681 - † 3 août 1713          | Edmond Pirot (ou Edme Pirot)                            | Originaire d'Auxerre. Chancelier et chanoine de la cathédrale de Paris, il fut également chancelier de l'Université de Paris, docteur associé à la Sorbonne et professeur royal. C'est sous son abbatiat que Saint-Nicolas d'Hermières obtint confirmation de l'échange d'un bien qu'elle avait fait avec Henri de Beringhen, premier écuyer du roi. |
| 37                     |  | 15 août 1713 - 1747                   | Charles-Étienne Fresson                                 | |
| 38                     |  | 1747 - ?                              | ... Michel                                              | |
| 39                     |  | 1764 - ?                              | Marie-Eugène de Montjouvent                             | Il était prieur de Chevilly, vicaire général de l'archidiocèse de Lyon, grand sacristain du chapitre primatial de cette ville (1737), puis doyen. |
| 40                     |  | 1784 - 1790                           | Thomas Hardouin d'Oilliamson                            | Dernier abbé. Fils de François Hardouin, marquis de Courcy, et de Gabrielle-Françoise d'Oilliamson, sa cousine. Il mourut en novembre 1816 à Coulibœuf, près de Falaise (Calvados), à l'âge de 73 ans. |